# Hildegis
Hildegis,  Ildegis, Ildegisal, Hildechis ou Ildechis (fl. c. 535 - c. 550) est un prince lombard du VIe siècle ; prétendant à la couronne lombarde, il s'opposera au roi Aldoin (c. 546 – c. 560).
Hildegis est le fils du prince Risiulf, fils et successeur désigné du roi Tatto. Lorsque ce dernier est assassiné par un neveu, Waccho, qui s'empare du trône lombard, Hildegis et son père sont bannis du royaume et se réfugient chez les Warnes à qui Waccho offrira une somme d'argent pour les éliminer ; Hildegis parviendra à fuir et trouvera refuge chez les Slaves. Plus tard, lors de l'arrivée au pouvoir du nouveau roi lombard Aldoin, il prend le parti des Gépides, en conflit avec les Lombards. Lorsque Aldoin fit une trêve avec les Gépides, Hildegis fuira de nouveau chez les Slaves avec un groupe de partisans lombards. Il décide alors de se mettre au service de Totila, roi des Ostrogoths, en guerre contre les Byzantins. À la tête d'une armée de six mille hommes, composés essentiellement de Slaves, Hildegis entre en Italie et combat victorieusement une armée byzantine en Vénétie mais, pour une raison inconnue, ne se joint pas aux troupes de Totila et retourne chez les Slaves.

Peu après, il se rendit à Byzance où il fut agréablement accueilli par l'empereur Justinien et honoré d'une charge de Capitaine d'une compagnie des gardes qui était composée de plus de trois cents Lombards qui avaient auparavant servi en Thrace. Le roi des Lombards Aldoin demanda alors à Justinien de lui livrer Hildegis, qui espérait toujours monter sur le trône. Ce dernier quitta alors Byzance et trouva refuge auprès du roi gépide Thorisind qui, après un accord avec Justinien et Aldoin, demandera à Hildegis de quitter son royaume (vers 550).

## Sources primaires
- Procope de Césarée, Les Guerres de Justinien : Les Guerres gothiques, L. VII, Chap. XXXV (« 4. Affaires des Lombards ») et L. VIII, Chap. XXVII.